# 内特·瑟蒙德
纳撒尼尔·瑟蒙德（英語：Nathaniel Thurmond，1941年7月25日—2016年7月16日），昵称內特·瑟蒙德（Nate Thurmond），綽號内特大帝（Nate the Great），美国退役篮球运动员，场上位置中锋。
1977年，宣布退役，1985年进入篮球名人堂。是NBA正式記錄中，第一位取得四雙的的球員，至今仍保持着NBA单节18个篮板球的纪录。被列入NBA50大巨星之一。

## 生平
瑟蒙德在1963年NBA选秀中于第一轮第三顺位被旧金山勇士队选中。由于队内有另一位巨星威尔特·张伯伦（Wilt Chamberlain），瑟蒙德多数时间作为大前锋，或者是张伯伦的替补上场。不久，张伯伦被交换去费城76人队，瑟蒙德于是成为队内首发中锋。1974年，瑟蒙德被交换去芝加哥公牛队，当年10月18日，瑟蒙德在面对亚特兰大鹰队时拿下了22分、14篮板球、13助攻和12盖帽，成为NBA中第一位在正式统计中取得四双的球员。次年，瑟蒙德又被交换去克里夫兰骑士队，在骑士队，35岁的瑟蒙德一举率队打入东部联盟决赛，只是输给了强大的波士顿凯尔特人队，人称“里奇菲尔德奇迹”。
2016年7月16日，瑟蒙德因血癌病逝於舊金山，享年74歲。

## 延伸阅读
- Heisler, Mark. . Chicago: Triumph Books. 2003. ISBN 1-57243-577-1.